# 광학 주크박스
광학 주크박스(영어: Optical jukebox)는 광 디스크를 광학 디스크 드라이브에서 자동으로 로드 및 언로드할 수 있는 데이터 스토리지 장치이다. 여기에는 CD, DVD, 블루레이, UDO 드라이브 등이 포함되며, 테라바이트(TB) 또는 페타바이트(PB) 단위의 3차 저장소를 제공한다. 이러한 시스템은 광학 디스크 라이브러리(optical disk libraries), 광학 스토리지 아카이브(optical storage archives), 로봇 드라이브(robotic drives), 디스크 체인저(disc changers) 또는 오토체인저(autochangers)라고도 불린다. 주크박스는 데스크톱 또는 5U 회전 상자에 수백 장의 디스크를 보관하거나, 전체 19인치 랙 캐비닛에 수천 장을 보관할 수 있으며, 일반적으로 슬롯과 드라이브를 가로지르는 픽킹 장치를 가지고 있다. 슬롯과 픽킹 장치의 배열은 로봇 설계, 디스크와 픽킹 장치 사이의 공간, 드라이브 수에 따라 성능과 유지보수 비용에 영향을 미친다. 탐색 시간과 전송 속도는 사용되는 드라이브에 따라 달라진다.
자기 카세트 기반의 테이프 라이브러리와 같이 다른 미디어를 사용하는 유사한 시스템도 존재한다.

## 역사 및 기능
광학 주크박스의 초기 사례 중 하나는 잉글랜드 판버러의 왕립 항공 연구소에서 설계 및 제작된 장치였다. 이 장치는 트윈 읽기/쓰기 헤드, 12인치 WORM 디스크를 가지고 있었으며, 회전대는 공기압으로 구동되었다. 이는 위성 데이터 저장에 사용되던 1/2인치 자기 테이프 장치를 대체하기 위해 생산되었다.
주크박스는 데이터 센터 및 온프레미스 서버 룸과 같은 대용량 아카이브 저장 환경에서 이미징, 의료, 규정 준수 기록, 비디오 및 기타 고부가가치 데이터 자산, 객체 및 파일과 같은 장기 데이터를 저장하는 데 사용된다. 계층적 스토리지 관리는 잘 사용되지 않거나 사용되지 않는 파일을 빠른 자기 저장소에서 광학 주크박스 장치로 마이그레이션이라는 프로세스를 통해 이동시키는 전략이다. 파일이 필요한 경우 자기 디스크로 다시 마이그레이션된다. 광학 디스크 라이브러리는 백업을 만들고 IT 재난 복구 상황에서도 유용하다. 오늘날 주크박스의 가장 중요한 용도 중 하나는 데이터를 아카이브하는 것이다. 아카이브는 백업과 달리 최대 100년 동안 지속되도록 설계된 미디어에 데이터를 저장한다는 점에서 다르다. 데이터는 일반적으로 Write Once Read Many (WORM) 유형 디스크에 영구적으로 기록되어 변조를 방지한다.
주크박스는 일반적으로 파일 서버에 직접 연결되고 타사 주크박스 관리 소프트웨어에 의해 관리되는 내부 SCSI 또는 SATA 기반 레코딩 드라이브(CD-R/RW, DVD-RAM, DVD±R/RW, MO, PD, UDO 또는 BD-R/RE)를 포함한다. 이 소프트웨어는 주크박스 내 미디어의 이동과 기록 프로세스 전 데이터의 프리마스터링을 제어한다.
현대적인 RAID SAN과 훨씬 저렴한 하드 디스크가 등장하기 전에는 DVD에 대용량 데이터를 저장하는 것이 자기 디스크보다 저렴했다. 주크박스의 밀도는 128 기가바이트(GB) 블루레이 XL 쿼드러플 레이어(BDXL QL) 형식 출시와 함께 크게 증가했으며, 8개 레이어로 증가하고 디스크당 200GB로 늘리는 로드맵이 있다. 현재 형식은 DISC ArXtor7000 라이브러리와 같은 단일 700디스크 주크박스에서 사용되며 89TB의 저장 용량을 제공한다. TeraStack Solution과 같은 다른 주크박스는 425 와트의 공칭 전력 소모량으로 최대 142TB의 온라인 및 니어라인 데이터를 저장할 수 있으며, Zerras ICEBOX는 단일 유닛 라이브러리에서 최대 25TB를 저장할 수 있으며 유닛당 60와트의 전력 소모량으로 42U 랙 클러스터에서 200TB까지 확장 가능하다. 이러한 장치들은 다양한 설계 속성을 보여준다. 상용 기성품 블루레이 디스크를 사용하는 이러한 주크박스는 소니의 Optical Disc Archive 라이브러리와 같은 독점 솔루션과 다르다. 소니의 라이브러리는 소비자 시장의 블루레이 드라이브 및 디스크와 호환되지 않는 여러 디스크 카트리지에 밀봉된 독점적인 Archival Discs를 사용한다.

## 관리 소프트웨어
광학 라이브러리 관리 소프트웨어의 핵심 기능은 로봇 제어, 파일 시스템 작성, 파일 추적, 접근 제어의 네 가지로 나눌 수 있다.

### 로봇 제어
모든 광학 라이브러리는 표준 SCSI 명령 세트를 따른다. 이 명령은 제어 및 라이브러리 형상 쿼리에 사용된다. 관리 소프트웨어가 실행되면 광학 라이브러리에 내용 상태를 묻는 문의 요청을 보낸다. 드라이브 수 및 유형, 슬롯 수 및 상태, 기타 필수 정보가 수집된다. 이어서 관리 소프트웨어는 특정 미디어에서 데이터를 요청하거나, 미디어에 일부 쓰기 작업을 수행할 수 있다. 이러한 모든 작업은 관리 애플리케이션에서 광학 라이브러리로 특정 이동 명령을 보내야 한다. 예를 들어, 슬롯 50에서 드라이브 3으로 미디어를 이동하는 것이 될 수 있다.

### 파일 시스템 작성
광학 라이브러리 관리 소프트웨어는 광학 미디어에 파일 시스템 내용을 쓰고 읽는 모든 작업을 처리한다. 미디어가 홈 슬롯에서 드라이브로 배치되면 많은 작업을 수행할 수 있다. 예를 들어, 빈 미디어에 UDF 파일 시스템을 생성하거나, 단일 파일을 쓰거나, 미디어의 파일 시스템에서 일부 데이터를 읽는 것이다.
광학 미디어에 사용할 수 있는 파일 시스템 유형은 UDF와 같은 ISO 표준 기술부터 독점 형식까지 다양하다.

### 파일 추적
광학 라이브러리 관리 소프트웨어는 종종 데이터베이스를 통해 광학 미디어에 존재하는 파일과 폴더를 추적한다. 개별 미디어와 관련된 모든 파일 시스템 데이터는 이 데이터베이스에서 사용할 수 있다. 예를 들어, 파일 및 폴더의 경로와 이름, 파일 크기, 그리고 현대 파일 시스템이 유지할 수 있는 모든 메타데이터가 포함된다.

### 접근 제어
광학 라이브러리 관리 소프트웨어는 다양한 방법으로 운영 체제에서 사용할 수 있다. Windows 환경에서는 가상 드라이브 문자를 통해 가능하다. 본질적으로 광학 라이브러리 전체를 가상 파일 시스템을 통해 보고, 읽고, 쓸 수 있으며, 관리 소프트웨어는 모든 미디어 이동 및 I/O 요청을 백그라운드에서 투명하게 처리한다.
광학 라이브러리 접근을 달성하는 또 다른 방법은 CIFS 공유를 통하는 것이다(이는 Unix 유형 광학 라이브러리 관리 애플리케이션에서 더 자주 볼 수 있다).

## 접근 시간 문제
테이프와 달리, 그리고 HDD와 유사하게, 광학 디스크는 밀리초 단위의 탐색 시간을 가진 임의 접근이 가능하여, 요청이 특정 디스크에 한정될 경우 쉬운 검색과 다중 사용자 사용을 허용한다. 주크박스는 소수의 사용자만이 동시에 라이브러리에 접근해야 할 때 가장 잘 작동한다.
소형 주크박스는 CD, DVD 또는 블루레이 드라이브가 하나 또는 두 개뿐이므로, 한두 개의 디스크에 있는 파일에 동시에 접근하려는 사용자는 동시에 주크박스를 공유할 수 있다. 추가 사용자가 다른 디스크를 사용하려면 주크박스의 로봇이 디스크를 교체하고 드라이브가 스핀다운/스핀업될 때까지 기다려야 한다. 이 과정은 4~9초가 걸린다. 대형 주크박스는 6개 이상의 드라이브를 가지고 있으므로 더 많은 사용자가 동시에 다른 디스크에 접근할 수 있다.
더 효율적인 옵션은 더 많은 동시 사용자를 위해 주크박스에 HDD 또는 SSD 캐시를 연결하는 것이다. 이런 방식으로 구성은 FILO(First In Last Out) 방식으로 작동하므로, 변경된 파일은 사용된 후에만 광학 디스크로 다시 전송된다. 변경 사항은 광학 주크박스를 실행하는 스토리지 관리 소프트웨어의 사용자 구성 및 접근성 설정에 따라 저장되거나 버전이 지정될 수도 있고 그렇지 않을 수도 있다. 드라이브는 RAID/디스크 캐시에서 데이터를 읽고 쓴 다음 최종 사용자에게 제공한다. 이런 방식으로 읽기 시간은 초기 데이터 읽기 프로세스 중에만 발생하고, 그 다음 데이터는 캐시로 전송된다.